# 메누마정
메누마정(妻沼町)은 사이타마현 오사토군에 설치되었던 정이다. 현재의 구마가야시에 해당한다.